# Mount Kinet
Mount Kinet ist ein großer, abgerundeter und 2180 m hoher Berg im ostantarktischen Viktorialand. In der Mountaineer Range ragt er 8 km südöstlich des Hobbie Ridge an der Südflanke des oberen Meander Glacier auf.
Der United States Geological Survey kartierte ihn anhand eigener Vermessungen und Luftaufnahmen der United States Navy aus den Jahren von 1960 bis 1964. Das Advisory Committee on Antarctic Names benannte ihn 1969 nach Urbain J. Kinet (1909–1989), Biologe auf der McMurdo-Station von 1965 bis 1966.